# Marinestützpunkt Heppenser Groden
Der Marinestützpunkt Heppenser Groden der Deutschen Marine zählt zur Gruppe der Wilhelmshavener Häfen in Niedersachsen. Er ist Leitstützpunkt und zugleich größter Stützpunkt der Deutschen Marine und einer der größten Marinestützpunkte Westeuropas. Er erstreckt sich auf rund 292 Hektar, davon sind 96 Hektar Wasserfläche.

## Geschichte
Mit der deutschen Wiederbewaffnung und dem Aufbau der Bundesmarine wurde die Küstenstadt Wilhelmshaven  1956 wieder Marinehafen. Am 2. Januar 1956 begannen die ersten Freiwilligen der neuen Bundesmarine der Bundeswehr ihren Dienst in Wilhelmshaven. Am 6. Juni 1956 liefen die ersten Schiffe ein, von den USA zurückgegebene Minenräumboote der früheren Kriegsmarine. Das neue Verteidigungskonzept sah auch die Errichtung eines Marinearsenals zur Instandhaltung der neuen Schiffseinheiten vor. 1957 wurde mit den Planungen auf dem Gelände der ehemaligen Werft der Kriegsmarine begonnen.
Innerhalb von 15 Jahren entstand auf dem Trümmergelände einer der größten Arbeitgeber Wilhelmshavens. Parallel zum Aufbau des Marinearsenals wurde mit den Planungen zum Wiederaufbau der gesprengten 4. Einfahrt begonnen. In den Wiederaufbau wurde die Neuanlage eines von den Gezeiten unabhängigen Vorhafens einschließlich des Marinestützpunkts einbezogen. 1956 begannen die ersten Vorarbeiten. Am 4. Oktober 1964 nahm die neue 4. Einfahrt ihren Betrieb auf. Der im Vorhafen errichtete Marinestützpunkt auf dem Heppenser Groden wurde am 9. August 1968 eingeweiht.

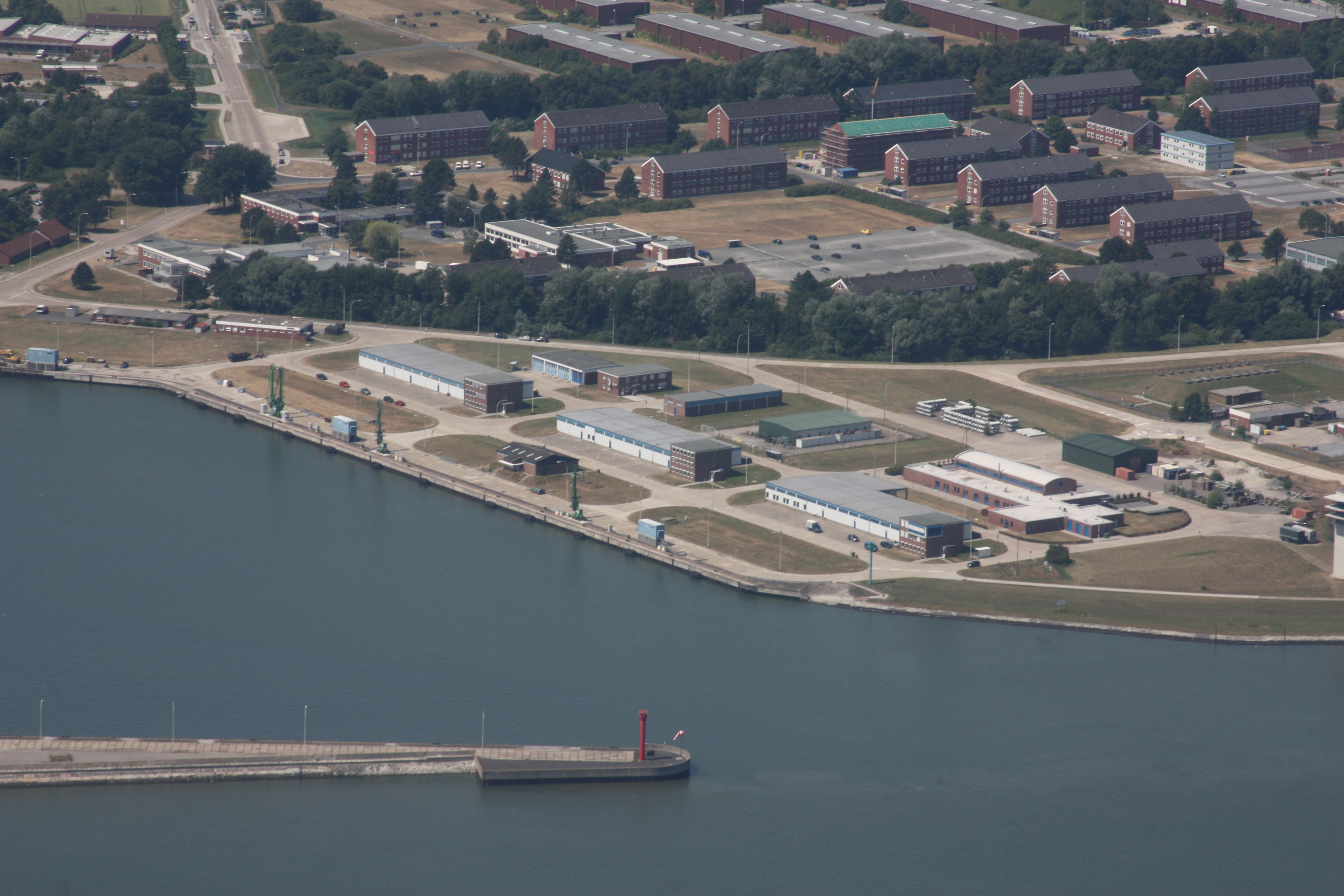
Hafeneinfahrt und diverse Stabs-, Unterkunfts- und Lagergebäude

Seit 2011 gehören die Anlagen des Stützpunkts der Bundesanstalt für Immobilienaufgaben, gleichzeitig ist die Bundeswehr zum Mieter geworden. Die geplante grundsätzliche Sanierung der Kajen, Schwimmbrücken und Schleusenanlagen des Vorhafens sollte von 2013 bis 2018 in der Zuständigkeit des Wasserstraßen- und Schifffahrtsamts Wilhelmshaven erfolgen. Die Sanierung der Kaianlagen im Marinestützpunkt zählte zu den aufwendigsten und schwierigsten Wasserbaustellen in Deutschland. Die Bauausführung übernahm 2012 die Arge Marinehafen Wilhelmshaven, eine Arbeitsgemeinschaft bestehend aus den Firmen Strabag Wasserbau, Ludwig Voss und Ed. Züblin, AG. Im Herbst 2016 wurde als erster großer Bauabschnitt die 1200 Meter lange Westkaje fertiggestellt. Anschließend erfolgte die Sanierung der 1000 Meter langen Ostkaje. Die Marine musste während der Bauzeit mit einer verringerten Anzahl von Liegeplätzen für ihre Schiffe auskommen. Insgesamt kam es zu erheblichen Verzögerungen bei der Sanierung, alleine die Sanierung der Westkaje lag rund 17 Monate hinter dem ursprünglichen Zeitplan. Gründe dafür waren u. a. Probleme mit der Korrosionsschutzbeschichtung der Stahlbohlen und mit fehlerhaften Schlossdetektoren.
Das Staatliche Baumanagement Niedersachsen startete 2013 mit den Bauarbeiten für die sogenannte Westerweiterung des Marinestützpunktes. Die Westerweiterung wurde für die Einführung der vier Fregatten der Klasse F125 notwendig. Dabei sind acht Besatzungen im Einsatz – mit je einer Zweitbesatzung pro Fregatte. Für das neue Konzept waren für die Besatzungen an Land mehrere neue Gebäude erforderlich. Es wurden vier neue Dienst- und vier Unterkunftsgebäude, ein Lehrsaalgebäude, eine Sporthalle und eine Rettungsübungshalle geplant und gebaut. Die letzten Arbeiten wurden im Jahr 2024 abgeschlossen.

## Dienststellen
Der Marinestützpunkt Heppenser Groden beheimatet zahlreiche Dienststellen und Teile der Bundeswehr sowie anderer Behörden.
Marine

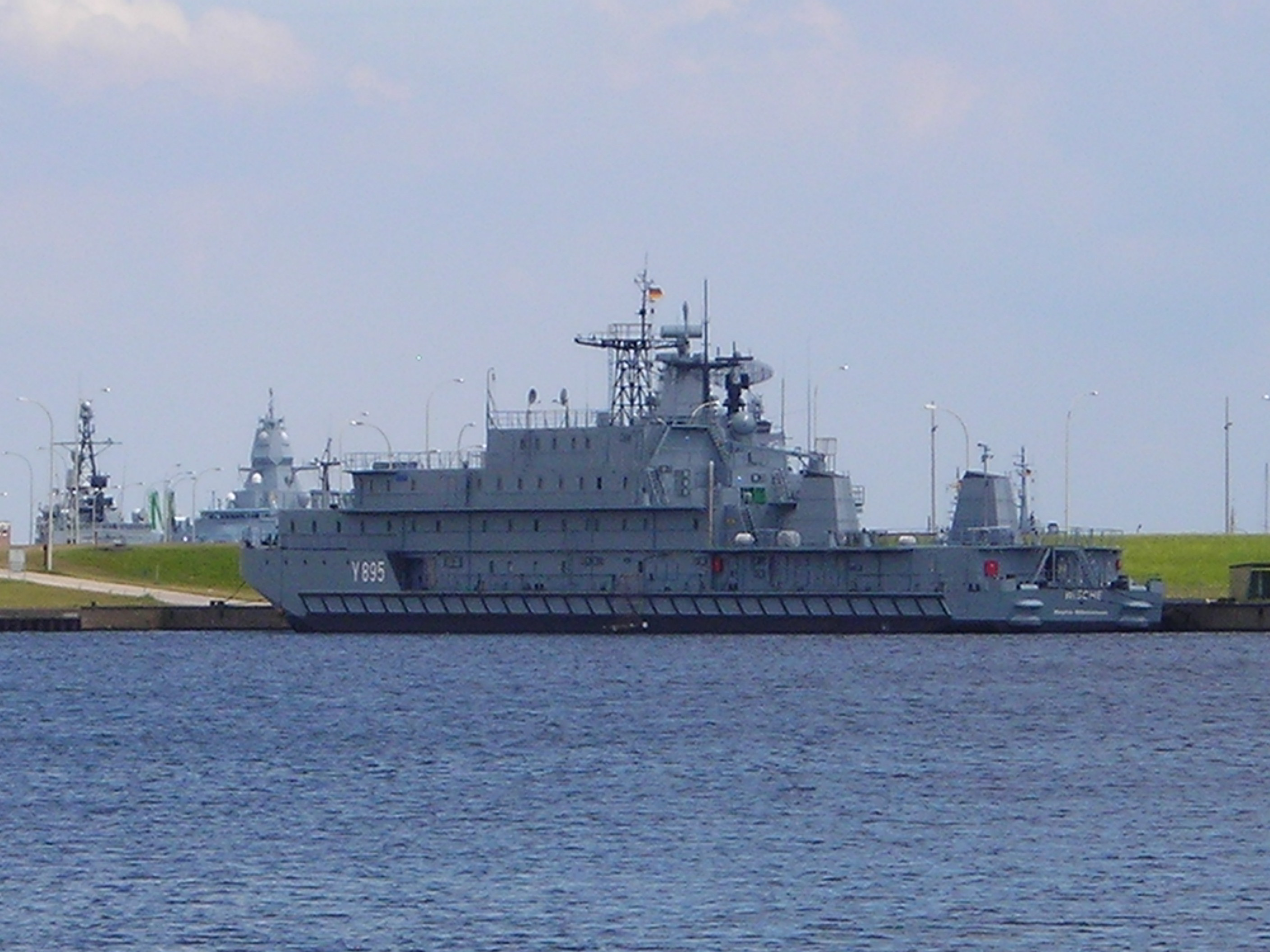
Wohnschiff Wische des Marinestützpunktkommandos Wilhelmshaven

- Marinestützpunktkommando Wilhelmshaven
- Teile Marineunterstützungskommando, darunter ehemaliges Kommando Marineführungssysteme (KdoMFüSys)
- Einsatzflottille 2 (EinsFltl2)
- Evangelische und katholische Militärseelsorge

Streitkräftebasis
- Logistikzentrum der Bundeswehr Wilhelmshaven
- 4./Feldjägerbataillon 152
- Familienbetreuungszentrum Wilhelmshaven

Personal
- Karrierecenter Wilhelmshaven

ZSanDstBw
- Sanitätsunterstützungszentrum Wilhelmshaven

Bundeswehrverwaltung
- Teile Bundeswehrdienstleistungszentrum Wilhelmshaven
- Teile Bundesamt für Ausrüstung, Informationstechnik und Nutzung der Bundeswehr
- Berufsförderungsdienst

Weitere Behörden
- Teile Wasserschutzpolizei
- Teile Wasserstraßen- und Schifffahrtsamt Weser-Jade-Nordsee

Ansässige Unternehmen
- Teile BwFuhrparkService GmbH
- Teile BWI-IT GmbH
- Teile Sicherheit Nord GmbH & Co. KG
- Teile Bosch Sicherheitssysteme GmbH

## Flotte

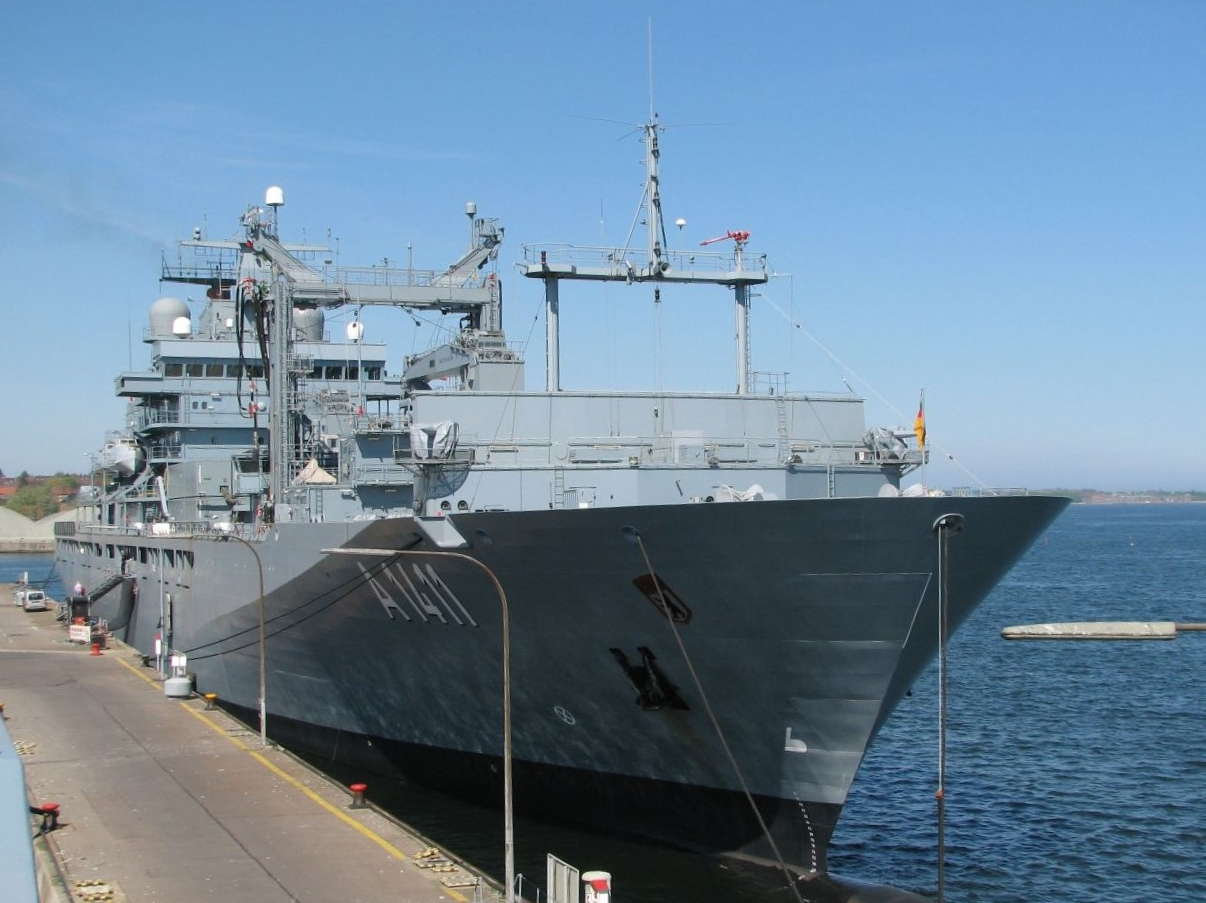
EGV Berlin (A 1411)

Im Marinestützpunkt Heppenser Groden sind die Fregatten der Brandenburg-, Sachsen- und Baden-Württemberg-Klasse, die Einsatzgruppenversorger der Berlin-Klasse, die Rhön sowie drei Schlepper der Klasse 725 beheimatet. Darüber hinaus sind Boote der Wasserschutzpolizei Niedersachsen und zivile Schlepper im Vorhafen stationiert.

## Namen der Schwimmbrücken und Straßen
Im Dezember 1968 erhielten die Schwimmbrücken und Straßen Ehrennamen.
Die ersten vier Brücken sind nach Schiffsneubauten der Kriegsmarinewerft Wilhelmshaven benannt:
- Die Scharnhorst-Brücke nach dem Schlachtschiff Scharnhorst
- Die Tirpitz-Brücke nach dem Schlachtschiff Tirpitz
- Die Graf-Spee-Brücke nach dem Panzerschiff Admiral Graf Spee
- Die Scheer-Brücke nach dem Panzerschiff Admiral Scheer

Eine fünfte Schwimmbrücke wurde 1984 in Betrieb genommen und nach dem ehemaligen Hafenbaudirektor Wilhelm Krüger benannt.
Die Auswahl der Straßennamen folgte einer Anregung des ersten Stützpunktkommandeurs, Kapitän zur See Helmuth Gießler. Die Zufahrtsstraße soll symbolisch an alle Hafenbaubeamten erinnern, die die Voraussetzungen zum Bau des Stützpunktanlage geschaffen haben. Die weiteren Namen sollen symbolisch für Offiziere und Unteroffiziere einiger Flottillen der Kriegsmarine stehen. Die Straßennamen lauten:
- Alfred-Eckardt-Straße nach Alfred Eckardt, dem leitenden Bauingenieur der Vierten Einfahrt
- Bontestraße nach Friedrich Bonte, dem Führer der Zerstörer
- Krüderstraße nach Ernst-Felix Krüder, einem Hilfskreuzerkommandanten
- Ziegelmeierstraße nach Josef Ziegelmeier (* 1918),[8] einem seemännischen Unteroffizier der Schnellbootverbände
- Wibbelhoffstraße nach Johann Wibbelhoff (1910–1943),[9] Stabsoberstückmeister der Scharnhorst
- Endrassstraße nach Engelbert Endrass, einem Ubootkommandanten
- Opdenhoffstraße nach Hermann Opdenhoff, ein Marineoffizier der Schnellbootverbände
- Wenigerring nach Karl Weniger, einem Marineoffizier und erster Kommandeur der 2. Sicherungs-Division der Kriegsmarine

## Veranstaltungen
Die Marine in Wilhelmshaven präsentiert sich der Öffentlichkeit alljährlich im Rahmen der „Offenen Mittwochnachmittage“ im August sowie dem alljährlichen Wochenende an der Jade, während dessen sich auch zahlreiche Marinen befreundeter Staaten darstellen und Schiffsbesichtigungen ermöglichen. Überdies ist sie Veranstalter, Mitveranstalter und Unterstützer zahlreicher Sportwettkämpfe, u. a. des bw-beachen 2007 und des Wilhelmshavener Gorch-Fock-Marathons.